# 西内ひろ
西内 ひろ（にしうち ひろ、本名・旧芸名：西内 裕美（にしうち ひろみ）、1989年2月14日 - ）は、ファッションモデル、タレント、女優、
福岡県福岡市出身。2018年8月、自身の会社（株）Earth Hirosを設立。（https://www.earthhiros.info　）リラックスウェア『KIGINU』（https://kiginu.shopを2022年2月に立ち上げる。業務委託事務所は、REVIVE。

## 来歴
ジャリズム解散後にアルバイトをしていた芸人オモロー山下によって福岡でスカウトされファンタスタープロモーションに入所。
2005年、第1回「ミス週プレ」の準グランプリを受賞。グラビアを中心に活動する一方、2006年にはマッスルミュージカルにも出演した。
2007年3月、ミスエアギタージャパンコンテスト2007 グランプリを受賞。同年、F1・Indy Japan・SUPER GT・Formula Nippon「ARTA GALS」に就任。
2008年2月、歌手グループBeForUに加入。同年10月22日「2009トリンプ・イメージガール」に選ばれ、丸ビルホールにて発表。
しかし所属していた事務所が「ヴィズミック」となったこと等から次第に将来について考え始めるようになり、2010年に契約期間を2年残して退所。その間ラスベガスやシンガポール、トルコ、イタリア、フランス、スペイン、ポルトガル、モロッコを旅しながら自分を見つめ直したという。
2012年3月10日、イトーカンパニーに移籍し、西内裕美から「西内ひろ」に改名したことを公式ブログで発表。
2013年12月、2014ミス・ユニバース・ジャパンコンテスト東京大会で優勝し東京代表に選出。
2014年3月、2014ミス・ユニバース・ジャパンで準ミス（第2位）を受賞。同年6月25日、自身初の書籍『準グランプリ』を宝島社より発売。
東京マラソンには2015年と2016年の2年連続で出場しており、2015年は4時間38分、2016年は4時間40分で完走している。
2015年　タニタ　カバーガール就任
2017年からヒルトン東京ベイにてブライダルフェアーファッションショーのメインモデルとして活躍。
2018年、フィリピン観光大使に就任。
2020年フィリピン映画『BROKEN』（金継ぎ）（2020年）　- ヒロイン　ハルエ役で出演。

## 人物
- 実妹は西内まりや[12]。ラグビー選手の西内勇人と西内勇二とは従兄弟にあたる[13]。
- 特技はダンス・バドミントン。
- 趣味は世界旅。50カ国以上を旅してきた。
- タレントの重盛さと美とは、高校1年生の時、同じクラス[14]だった。
- シンガーソングライターの安田奈央と仲が良く、一緒にフィリピンを旅したこともある[15]。

## 出演

### テレビ番組
- Kunoichi.TV（2007年10月 - 2008年9月、テレビ北海道、GyaO）
- 西内裕美の資格ちゃん（2009年4月 - 9月、エンタ!371）
- クイズ!それマジ!?ニッポン（2014年9月14日 - 2015年、フジテレビ） - 極み食材捕獲部レポーター（不定期出演）
- 伊澤利光の激アツ!ゴルフ塾（2018年4月21日 - 2019年3月30日、テレビ新広島） 進行　毎週土曜あさ5:30 - 6:00
- 『わがまま　気まま　旅気分』TOS（2017年〜2022年）年一回放送

### テレビドラマ
- ゴーストライター 第5話・6話（2015年2月10日・2月17日、フジテレビ） - 菅原可奈 役
- 水曜ミステリー9・警視庁強行犯係・樋口顕（2015年8月26日、テレビ東京） - タエ 役
- おいハンサム 第7話（2022年2月19日、東海テレビ・フジテレビ） - 里香の友人 役

### インターネットテレビ
ドラマ
- やれたかも委員会（2018年1月27日 - 3月10日、AbemaTV AbemaSPECIAL） - 秘書・真野 役

### CM
- ジョイフル（2008年）
- 大塚製薬「ソイッシュ」（2012年）
- 大分むぎ焼酎二階堂「心をつなぐ・秋冬篇」（2014年）
- ABCマート（2015年）
- 理研ビタミン「ノンオイル青じそドレッシング」（2016年）[16]
- 日産・ノート e-POWER（2019年）
- FAITH フェース生コラーゲン
- ラナレイ　CCクリーム

### ラジオ
- ゴチャ・まぜっ!（MBSラジオ）
  - ゴチャ・まぜっ!水曜日 ミニコーナー（2007年4月11日 - 10月3日）
  - ゴチャ・まぜっ!金スペ ミニコーナー（2007年10月12日 - 2008年4月4日）
- 西内ひろ・石川真紀 ココロの話、カラダの話（2014年9月30日 - 2015年3月24日、文化放送）
- 西内ひろ・沢井美空のMissラジオ（2015年4月5日 - 9月27日、文化放送） - 8月16日まで出演

### 映画
- TOGETHER（2009年） - 青木順子 役
- 福福荘の福ちゃん（2014年）
- 闇金ウシジマくん　ザ・ファイナル（2017年）
- 『BROKEN』（金継ぎ）（2020年）　- ヒロイン　ハルエ役

### 舞台
- 2014年12月　『ニューヨークで猫を殺す方法』シアターグリーン

## リリース作品

### 書籍
- 「準グランプリ」（2014年6月25日発売、宝島社）
- 「＃PASSPORT　BOOK IN CUBA」2016年発売。

### DVD
- 「真剣勝負」（2006年6月30日発売、リバプール）
- 「nature girl 〜自然派宣言〜」（2006年11月24日発売、リバプール）
- 「Angel Kiss 〜セクシーアスリート〜」（2007年4月20日発売、トリコ）
- 「AIR」（2007年7月20日発売、イーネットフロンティア）
- 「リアリズム」（2008年11月15日発売、ケイネットワーク）
- 「キミのとなりで・・・」（2009年11月20日発売、ラインコミュニケーションズ）